# Stupicupido
Stupicupido is een televisieserie van 13 zogenaamde 'fotoromantische melodrama's' geschreven en gemaakt door Martin van der Veen en Wim Zagt. De serie speelfilmpjes werd voor het eerst uitgezonden in het najaar van 1996, als onderdeel van het jeugdprogramma Villa Achterwerk van de VPRO.
In iedere aflevering (van telkens 5 minuten) zorgt een bepaald element van de liefdesrelatie voor problemen, maar dat conflict wordt ten slotte opgelost, en meestal beklonken met een letterlijke verzoening. Het meest kenmerkend aan Stupicupido is de film- en speelstijl, die is afgeleid van de fotoroman: de hoofdrolspelers staan stil, in contrast met de realiteit van de omgeving.
Stupicupido werd in 1997 door kinderen genomineerd voor de Kinderkast Televisieprijs, in de categorie fictie.
De filmpjes werden in en om Utrecht opgenomen, te herkennen zijn onder andere Slot Zuylen en Ma Retraite in Zeist.